# Покровский монастырь (Каменное Заделье)
Покровский монастырь — женский монастырь в селе Каменное Заделье Балезинского района Удмуртии. Основан в 1993 году в составе Ижевской епархии Русской православной церкви. В 2002 году ушёл в раскол и начал придерживаться изоляционистских и фундаменталистских взглядов. В 2013 году примирился с Русской православной церковью. В 2015 году прекратил поминовение патриарха Кирилла и находится вне общения с РПЦ.

## История
Монастырь основан в 1993 году по благословению патриарха Алексия II. Обители был передан храм Трифона Вятского, построенный рядом со святым источником на месте проповеди святого. Вскоре в монастыре насчитывалось уже 30 насельниц. Настоятельницы монастыря не уживались и быстро менялись, поэтому управление взял в свои руки монастырский духовник игумен Владимир (Наумов).
После введения ИНН игумен Владимир начал активную борьбу против «антихристового числа». Вскоре он начал выступать против переписи населения, а затем рассылал письма с обвинением патриарха Алексия II в отступлении от православной веры. В 2001 году монастырь перестал принимать представителей епархии. 29 октября 2002 года указом архиепископа Ижевского Николая (Шкрумко) игумен Владимир был освобождён от занимаемой должности и выведен за штат епархии, но решения не признал и забаррикадировался в монастыре.
В дальнейшем монастырь не выходил на контакт с представителями администрации и силовых ведомств, вход для посторонних был закрыт. Владимир (Наумов) проповедовал отказ от паспортов и ИНН, а патриарха Московского и светскую власть называл «жидомасонами». Со временем игумен Владимир наладил контакт с архимандритом Петром (Кучером). В 2008 году в монастыре начали поминать изверженного из сана епископа Диомида (Дзюбана). Обитель в это время описывалась как «гнойник на севере Удмуртии». В 2010 году прокуратура вынудила насельниц отправить содержащихся в монастыре детей в школы.
В 2009 году монастырь присоединился к «епископу» Корнилию (Радченко), прославившему Николая II в лике «искупителя». В 2012 году им была основана религиозная организация «Царская православная церковь Святой Руси» (ЦПЦСвР), а монастырь стал центром этой организации. В сентябре 2012 года игумен Владимир (Наумов) был рукоположён во «епископа» этой организации, а в октябре того же года в монастыре прошёл «поместный собор» ЦПЦСвР. В 2013 году Владимир (Наумов) скончался, и между представителями ЦПЦСвР «митрополитом Московским и Святой Руси» Корнилием (Радченко) и «Царём Всея Руси» Михаилом-Георгием Романовым (настоящее имя — Юрий Худяков) началась борьба за контроль над монастырём.
В 2013 году духовником монастыря стал клирик Ижевской епархии архимандрит Силуан (Бояров), благодаря чему монастырь примирился с Русской православной церковью. 14 октября 2014 года в монастыре впервые служил епископ Глазовский и Игринский Виктор (Сергеев). Монахиня Даниила (Машкова) была назначена настоятельницей и возведена в сан игуменьи. Примирение было недолгим, и в марте 2016 года Силуан (Бояров) перестал поминать патриарха Московского.
24 сентября 2021 года Священный синод Русской православной церкви постановил: «Признать определение Священного Синода от 16 июля 1993 года (журнал № 67) об открытии Покровского женского монастыря в селе Каменное Заделье Балезинского района Удмуртской Республики утратившим силу в связи с отсутствием у монастыря юридической регистрации и многолетним пребыванием его насельниц в расколе» и освободил монахиню Наталью (Спиридонову) от должности настоятельницы монастыря.